# Марина Литовченко
Марина Литовченко (укр. Марина Литовченко; 26. мај 1991, Харков) је украјинска стонотенисерка и параолимпијка. На Параолимпијским играма 2016. у Рију Марина осваја бронзану медаљу.